# وجوه حواء الثلاثة (فلم)
وجوه حواء الثلاثة (بالإنجليزية: The Three Faces of Eve) هو فيلم دراما تم إنتاجه في الولايات المتحدة وصدر في سنة 1957.

## ترشيحات وجوائز
| السنة | الحدث | الفئة             | النتيجة  |
| ----- | ----- | ----------------- | -------- |
|       |       | أوسكار أحسن ممثلة | فـــــوز |

## الميزانية والإيرادات
بلغت تكلفة إنتاج الفيلم حوالي 965,000 دولار بينما حقق أرباحا تقدر بـ 1.4 مليون دولار ( rentals).

## وصلات خارجية
- مقالات تستعمل روابط فنية بلا صلة مع ويكي بيانات